# Dynamenella quadrilirata
Dynamenella quadrilirata är en kräftdjursart som beskrevs av Brian Frederick Kensley 1984. Dynamenella quadrilirata ingår i släktet Dynamenella och familjen klotkräftor. Inga underarter finns listade i Catalogue of Life.